# Адріана Перес
Адріана Перес (ісп. Adriana Pérez; нар. 20 листопада 1992) — колишня венесуельська тенісистка.
Найвищу одиночну позицію світового рейтингу — 186 місце досягла 14 квітня 2014, парну — 152 місце — 26 серпня 2013 року.
Здобула 7 одиночних та 9 парних титулів туру ITF.

## Фінали ITF
| турніри $100,000 |
| турніри $75,000  |
| турніри $50,000  |
| турніри $25,000  |
| турніри $10,000  |

### Одиночний розряд: 11 (7–4)
| Результат | Ранг | Дата            | Турнір                         | Покриття | Суперниця            | Рахунок       |
| --------- | ---- | --------------- | ------------------------------ | -------- | -------------------- | ------------- |
| Перемога  | 1.   | 18 вересня 2010 | ITF Каракас, Венесуела         | Тверде   | Андреа Гаміс         | 6–3, 6–1      |
| Поразка   | 2.   | 25 вересня 2010 | ITF Каракас, Венесуела         | Тверде   | Андреа Гаміс         | 6–1, 4–6, 5–7 |
| Перемога  | 3.   | 30 жовтня 2010  | ITF Богота, Колумбія           | Ґрунт    | Карен Кастібланко    | 6–1, 1–6, 6–1 |
| Перемога  | 4.   | 9 квітня 2011   | ITF Каракас, Венесуела         | Тверде   | Вікторія Кисельова   | 6–1, 6–3      |
| Перемога  | 5.   | 16 квітня 2011  | ITF Каракас, Венесуела         | Тверде   | Аманда Макдавелл     | 2–6, 6–2, 6–2 |
| Поразка   | 6.   | 31 липня 2011   | ITF Кампус-ду-Жордау, Бразилія | Тверде   | Вероніка Сепеде Ройг | 6–7(4), 5–7   |
| Перемога  | 7.   | 28 квітня 2012  | ITF Каракас, Венесуела         | Тверде   | Тельяна Перейра      | 6–1, 6–1      |
| Поразка   | 8.   | 4 травня 2013   | ITF Каракас, Венесуела         | Тверде   | Тадея Маєрич         | 6–1, 3–6, 5–7 |
| Перемога  | 9.   | 15 вересня 2013 | ITF Реддінг, США               | Тверде   | Робін Андерсон       | 2–6, 6–2, 6–1 |
| Поразка   | 10.  | 1 грудня 2013   | ITF Монтеррей, Мексика         | Тверде   | Інді де Вроме        | 4–6, 6–4, 6–3 |
| Перемога  | 11.  | 14 грудня 2013  | ITF Мерида, Мексика            | Тверде   | Ребекка Петерсон     | 4–6, 0–6      |

### Парний розряд: 14 (9–5)
| Результат | Ранг | Дата             | Турнір                              | Покриття | Партнерка            | Суперниці                                | Рахунок          |
| --------- | ---- | ---------------- | ----------------------------------- | -------- | -------------------- | ---------------------------------------- | ---------------- |
| Поразка   | 1.   | 17 вересня 2010  | ITF Каракас, Венесуела              | Тверде   | Андреа Гаміс         | Ґаллі Де Вал Ніколь Роттманн             | 2–6, 6–1, [4–10] |
| Перемога  | 2.   | 5 листопада 2010 | ITF Богота, Колумбія                | Ґрунт    | Юліана Лісарасо      | Карен Кастібланко Андреа Кох-Бенвенуто   | 6–2, 7–6(5)      |
| Перемога  | 3.   | 8 квітня 2011    | ITF Каракас, Венесуела              | Тверде   | Карен Кастібланко    | Індіре Акікі Зузана Лінгова              | 7–5, 6–2         |
| Перемога  | 4.   | 15 квітня 2011   | Каракас, Венесуела                  | Тверде   | Карен Кастібланко    | Лєна Литвак Аманда Макдавелл             | 7–6(10), 6–4     |
| Перемога  | 5.   | 3 червня 2011    | ITF Марибор, Словенія               | Ґрунт    | Карен Кастібланко    | Ані Міячика Ана Врльїч                   | 6–3, 7–6(9)      |
| Перемога  | 6.   | 16 липня 2011    | ITF Богота, Колумбія                | Ґрунт    | Андреа Гаміс         | Джулія Коен Андреа Кох-Бенвенуто         | 6–3, 6–4         |
| Поразка   | 7.   | 27 квітня 2012   | ITF Каракас, Венесуела              | Тверде   | Вероніка Сепеде Ройг | Майлен Ору Марія Ірігоєн                 | 4–6, 3–6         |
| Поразка   | 8.   | 4 листопада 2012 | ITF New Braunfel, США               | Тверде   | Маріана Дуке-Маріньо | Олена Бовіна Мір'яна Лучич-Бароні        | 3–6, 6–4, [8–10] |
| Поразка   | 9.   | 12 січня 2013    | ITF Іннісбрук, США                  | Ґрунт    | Флоренсія Молінеро   | Сюй Цзеюй Ульрікке Ейкері                | 3–6, 0–6         |
| Поразка   | 10.  | 20 січня 2013    | ITF Порт-Сент-Люсі, США             | Ґрунт    | Флоренсія Молінеро   | Еллі Вілл Ангелина Габуєва               | 6–4, 2–6, [7–10] |
| Перемога  | 11.  | 2 червня 2013    | ITF Ель-Пасо, США                   | Тверде   | Марсела Сакаріас     | Фатіма Ан-Набхані Кері Вонґ              | 6–3, 6–3         |
| Перемога  | 12.  | 6 липня 2013     | ITF Сан-Жозе-ду-Ріу-Прету, Бразилія | Ґрунт    | Вероніка Сепеде Ройг | Майлен Ору Марія Фернанда Альварес Теран | 4–6, 6–4, [11–9] |
| Перемога  | 13.  | 14 липня 2013    | ITF Кампінас, Бразилія              | Ґрунт    | Вероніка Сепеде Ройг | Флоренсія Молінеро Кароліна Себальйос    | 6–0, 6–1         |
| Перемога  | 14.  | 1 листопада 2013 | ITF Каракас, Венесуела              | Тверде   | Вероніка Сепеде Ройг | Флоренсія Молінеро Лаура Пігоссі         | 6–3, 6–3         |